# Parco della fauna delle Highland
Il parco della fauna delle Highland (Highland Wildlife Park) è uno zoo e parco safari di 105 ettari vicino alla cittadina scozzese di Kingussie, nell'unità amministrativa dello Highland. Il parco è sito nell'ambito del Cairngorms National Park ed è gestito dalla Royal Zoological Society of Scotland, membro della British and Irish Association of Zoos and Aquariums (BIAZA) e della European Association of Zoos and Aquaria (EAZA). Annovera più di 300 animali.

## Attrazioni
I visitatori hanno modo di venire a contatto con la fauna scozzese del passato e del presente nella splendida cornice delle Highlands. Residenti nel Parco sono una varietà di animali che si trovano oggigiorno in Scozia, animali che una volta erano presenti centinaia, addirittura migliaia di anni fa, anche nelle regioni montuose di tutto il mondo. I visitatori guidano in giro per la riserva principale nelle loro auto e possono poi passare in una zona di passeggiata a piedi.

## Animali del Parco

### Riserva principale (Safari Park)
- Alce europeo
- Bisonte europeo
- Cavallo di Przewalski
- Cervo nobile
- Cammello asiatico
- Cervo della Battriana
- Vigogna
- Renna
- Kiang (unica mandria del Regno Unito)
- Yak
- Tahr dell'Himalaya (unica mandria del Regno Unito)
- Takin Mishmi

### Riserve aperte
- Cervo a labbra bianche
- Gatto selvatico scozzese
- Bubo
- Martora eurasiatica
- Scoiattolo rosso
- Gallo cedrone
- Lince nordica
- Gru cenerina
- Lupo eurasiatico
- Tragopano satiro
- Orso polare
- Goral della Cina
- Bharal (unica mandria del Regno Unito)
- Markhor turkmeno
- Gatto di Pallas
- Panda rosso
- Civetta delle nevi
- Allocco di Lapponia
- Volpe artica
- Macaco giapponese
- Capricorno del Giappone (unica mandria del Regno Unito)
- Tigre siberiana[3]
- Bue muschiato
- Castoro europeo
- Vivario (contiene la Lucertola vivipara, l'Orbettino e il Tritone palmato)
- Volverina

## Il futuro
La riserva degli animali nel Parco includerà anche la Panthera uncia (leopardo delle nevi) ed il Leopardo dell'Amur.

## Galleria d'immagini
Esempi di fauna nel Parco delle Highland:
| - Il leopardo delle nevi - Il Leopardo dell'Amur - Il parco ha vinto un premio per la sua riserva di lupi - L'orso polare Mercedes che si ammira le unghie - Tigre dell'Amur nel Parco - Cammelli della Siberia - Panda rosso - Civetta delle nevi - Castoro europeo che nuota - Emioni tibetani al pascolo con arcobaleno - Lontra europea - Macaco giapponese |